# قائمة الأفلام الفلسطينية في الترشيحات الأولية لجائزة الأوسكار لأفضل فلم أجنبي
فلسطين هي واحدة من مائة دولة قدمت أفلام وترشحت لجائزة الأوسكار لأفضل فيلم بلغة أجنبية ممثلة بوزارة الثقافة الفلسطينية منذ عام 2003. حاول الفلسطينيون تقديم فيلم عام 2002.
تسلم الجائزة سنويا من قبل أكاديمية الولايات المتحدة الأمريكية للفنون والعلوم السينمائية والتي تسلم الجائزة خارج الولايات المتحدة والتي تحتوي على حوار غير إنجليزي. تم إنشاء الجائزة لجوائز الأوسكار لعام 1956، خلفًا لجوائز الأوسكار الفخرية غير التنافسية التي تم تقديمها بين عامي 1947 و 1955 لأفضل أفلام اللغات الأجنبية التي تم إصدارها في الولايات المتحدة.
اعتبارًا من عام 2019، قدمت فلسطين اثني عشر فيلمًا لمسابقة الأوسكار الأجنبية وحصلت على ترشيحين لجائزة الأوسكار. هما فيلم «الجنة الآن» في أوائل عام 2006، والآخر فيلم "عمر" في عام 2013. فلسطين هي واحدة من تسع دول عربية تشارك في المسابقة على مر السنين.

## الأفلام المُقدمة
تشرف لجنة جائزة أفلام اللغات الأجنبية على العملية وتراجع جميع الأفلام المقدمة. بعد ذلك، يصوتون بالاقتراع السري لتحديد المرشحين الخمسة للجائزة. فيما يلي قائمة بالأفلام التي قدمتها فلسطين للمراجعة من قبل الأكاديمية للجائزة حسب السنة.
جميع الأفلام باللغة العربية.
| العام (الحفل)           | العنوان بالعربية               | المخرج                  | النتيجة  |
| ----------------------- | ------------------------------ | ----------------------- | -------- |
| 2003 (السادس والسبعون)  | يد إلهية (فيلم)                | إيليا سليمان            | لم يترشح |
| 2004 (السابع والسبعون)  | موسم الزيتون The Olive Harvest | Hanna Elias             | لم يترشح |
| 2005 (الثامن والسبعون)  | الجنّة الآن                     | هاني أبو أسعد           | ترشح     |
| 2008 (الحادي والثمانون) | ملح هذا البحر (فيلم)           | آن ماري جاسر            | لم يترشح |
| 2012 (الخامس والثمانون) | لما شفتك (فيلم)                | آن ماري جاسر            | لم يترشح |
| 2013 (السادس والثمانون) | عمر (فيلم 2013)                | هاني أبو أسعد           | ترشح     |
| 2014 (السابع والثمانون) | عيون الحرامية                  | نجوى نجار               | لم يترشح |
| 2015 (الثامن والثمانون) | المطلوبون 18                   | بول كوان وعامر شوملي    | لم يترشح |
| 2016 (التاسع والثمانون) | The Idol                       | هاني أبو أسعد           | لم يترشح |
| 2017 (التسعون)          | واجب (فيلم)                    | آن ماري جاسر            | لم يترشح |
| 2018 (الحادي والتسعون)  | اصطياد أشباح Ghost Hunting     | رائد أنضوني             | لم يترشح |
| 2019 (الثاني والتسعون)  | إن شئت كما في السماء           | إيليا سليمان            | لم يترشح |
| 2020 (الثالث والتسعون)  | غزة مونامور (فيلم)             | الإخوان طرزان وعرب ناصر | لم يترشح |